# Amalia de Este
Amalia de Este (Amalia Giuseppina; Palacio Ducal, Módena, 28 de julio de 1699 - Sassuolo, 5 de julio de 1778) fue una princesa de Módena y Reggio por nacimiento.

## Biografía
La princesa Amalia Josefa nació el 28 de julio de 1699 en el Palacio Ducal de Módena, como la segunda hija del duque Reinaldo III de Este y Carlota de Brunswick-Luneburgo. Su madre murió en 1710 tras el parto de su última hija, dejando huérfanos a cinco niños pequeños. Creció en el Palacio Ducal de Módena en compañía de sus hermanos Benedicta, Francisco, Juan Federico y Enriqueta.
En 1723, su retrato al pastel, así como también el de sus hermanos, fue pintado por Rosalba Carriera durante la estancia de la artista en Módena a petición del duque Reinaldo. Este se conserva en la Galería de Pinturas de los Maestros Antiguos en Dresde. Tras la muerte de su padre en 1737, su hermano Francisco le sucedió como duque de Módena. Mientras su hermano luchaba contra los turcos durante la guerra ruso-turca, Amalia y su hermana Benedicta asumieron la regencia de los ducados.
Amalia fue propuesta como una posible novia para Carlos Manuel III de Cerdeña, pero el matrimonio nunca se llevó a cabo. Amalia se casó en secreto con un aventurero, el "marqués de Villeneuf" (¿?-1739), quien murió luchando en la batalla de Futach en 1739. La pareja no tuvo hijos. Amalia murió el 5 de julio de 1778, poco antes de su cumpleaños número setenta y nueve. Fue sepultada en la Iglesia de San Vincenzo, Módena; sus padres y la mayoría de sus hermanos también se encuentran sepultados allí.